# Dołni Marenci
Dołni Marenci (bułg. Долни Маренци) – wieś w środkowej Bułgarii, w obwodzie Gabrowo, w gminie Trjawna. Wieś jest wyludniona.